# イェヴラフ県
イェヴラフ県(イェヴラフけん、アゼリ語：Yevlax rayonu)はアゼルバイジャン中央部の中央アラン経済地区の県。県都は イェヴラフ。2011年の人口は約12万人。イェヴラフ市とミンゲチェヴィル市を囲んでいる。

## 地理
北から時計回りに
- ガフ県（英語版）
- シャキ県
- アグダシュ県
- バルダ県
- タルタル県（英語版）
- ゴランボイ県（英語版）
- サムフ県（英語版）

に接する。